# Myzostoma gigas
Myzostoma gigas is een ringworm uit de familie Myzostomatidae.
Myzostoma gigas werd in 1884 voor het eerst wetenschappelijk beschreven door Luetken in Graff.